# Comuna Tranekær
Tranekær (Tranekær Kommune) a fost o comună din comitatul Fyns Amt, Danemarca, care a existat între anii 1970-2006. Comuna avea o suprafață totală de 107,45 km² și o populație de 3.439 de locuitori (în 2006), iar din 2007 teritoriul său face parte din comuna Langeland.